# Акула-бик
Акула-бик, або тупорила акула (Carcharhinus leucas) — вид акул з ряду кархариноподібних (Carcharhiniformes).

## Ареал
Ці акули поширені повсюдно і часто заходять у річки. Іноді піднімаються на багато кілометрів вгору за течією. Вони проникають, зокрема, в Ганг, Замбезі та багато інших річки Азії, Африки, Америки і Австралії (наприклад, в річку Кларенс), спостерігалися в Амазонці (біля міста Ікітос, за 4000 км від гирла!), у річці Міссісіпі (аж до Сент-Луїса і річки Іллінойс), озері Мічиган. Постійно мешкає в озері Нікарагуа.

## Опис
Довжина тіла морських підвидів акули-бика досягає 3,5 м, прісноводні підвиди трохи дрібніші. Забарвлення, як правило, сірого кольору, білим залишається тільки живіт.

## Спосіб життя
Акули-бики досить ледачі, плавають повільно. Раціон складається головним чином з великих безхребетних, дрібних акул, інших риб і дельфінів, разом з живою здобиччю пожирають будь-які викиди. Можуть поїдати особин свого ж виду.
Це живородна риба, довжина при народженні близько 60 см. Статевої зрілості досягають при довжині 1,5-2,5 метра. Вагітність триває 10-11 місяців, після чого самка народжує від 3 до 13 мальків.
Є об'єктом промислу, м'ясо вживають в їжу. Акула-бик — агресивна акула, яка відома своїми нападами на людей.
Самці — територіальні тварини, агресивно налаштовані до будь-яких потенційних суперників, якими іноді можуть вважати навіть людей. Рівень тестостерону в них вище, ніж у будь-якому іншому хребетному, що частково пояснює агресивність.

## Безпека
Щоб запобігти нападу цієї акули треба:
- Купатися в групі (зазвичай хижаки атакують одинаків)
- Не входити у воду на світанку і в сутінки (в акул це період приймання їжі)
- Уникати місць, де акули, як відомо, присутні
- Триматися ближче до берега
- Через те, що вони можуть мешкати як в морській, так і в прісній воді, треба на це зважати при купанні в річках, які впадають в водойми, в яких мешкають акули-бики.

## Утримання в неволі
Цей вид можуть утримувати у спеціальних круглих або прямокутних акваріумах, обсяг яких становить не менше 3000 літрів. Акваріуми повинні бути забезпечені потужною фільтрацією і аерацією води